# Lidwina de Schiedam
Lidwina (Schiedam, 18 de març de 1380 - 14 d'abril de 1433) va ser una devota catòlica neerlandesa. És venerada per l'Església catòlica com a santa Liduvina o santa Ludivina. És la patrona dels malalts crònics. També és recordada per ser un dels primers casos documentats d'esclerosi múltiple.
Quan tenia 15 anys, Lidwina estava patinant sobre el gel quan va caure i es va trencar una costella. Mai es va recuperar i es va tornar progressivament invàlida per a la resta de la seva vida. La seva biografia diu que va tenir paràlisi en tot el seu cos excepte a la mà esquerra, i que tenia hemorràgies a la boca, orelles i nas. Actualment alguns experts suggereixen que Santa Lidwina va ser un dels primers casos coneguts de pacients amb esclerosi múltiple.
Després de la seva caiguda, Lidwina va començar una pràctica de dejunar i va adquirir fama de dona santa i curadora de malalties.
Durant els següents 34 anys, les condicions de Lidwina es van deteriorar lentament, encara que ocorrien esporàdics moments de remissió, fins a la seva mort als 53 anys l'any 1433.